# Sun Yat-sen
Sun Yat-sen [syːn˥ jɐt˨.siːn˥] (lettura cantonese del soprannome 孫逸仙T, 孙逸仙S, Sūn YìxiānP; Xiangshan, 12 novembre 1866 – Pechino, 12 marzo 1925) è stato un politico cinese. È comunemente conosciuto in Cina come Sun Zhongshan (孫中山T, 孙中山S, Sūn ZhōngshānP, Sun Chung-shanW), o anche Sun Wen (孫文T, 孙文S, Sūn WénP).
È considerato il padre della Cina moderna e uno dei più importanti rivoluzionari cinesi, fondatore del partito Kuomintang, tra i primi a proporre il rovesciamento dell'Impero cinese (in quel momento sorretto dalla dinastia Qing) e a considerare il problema della democrazia.
Sun guidò la rivoluzione Xinhai del 1911 che depose i Qing e instaurò la nuova Repubblica di Cina, ma la sua presidenza durò solamente poco più di due mesi, perché il potere finì nelle mani dei signori della guerra (Esercito Beiyang), che mantennero la Cina divisa fino alla spedizione del Nord (1926-1928); quest'ultima era stata ideata da Sun stesso per riunificare il Paese, ma non poté mai vedere il risultato, poiché morì nel 1925.
Sia Taiwan, sia la Repubblica Popolare Cinese ne rivendicano l'eredità politica e storica.

## Biografia

### La formazione
Sun Yat-sen nacque in una tradizionale famiglia contadina cinese, nella regione della Cina che, più di ogni altra, era stata trasformata dalle idee occidentali: il Guangdong. Sun aveva sentito parlare fin da bambino della rivolta dei Taiping, alla quale un suo zio aveva partecipato. Tutta la sua vita sarebbe trascorsa tra due mondi: la sua filosofia era quella di combinare il bisogno di una modernizzazione di tipo “occidentale” con le tradizioni cinesi.
Frequentò la scuola elementare nel suo villaggio, ma già a tredici anni partì per raggiungere il fratello maggiore nelle isole Hawaii, frequentando una scuola occidentale a Honolulu. Nel 1892 si laureò in Medicina a Hong Kong e cominciò a gestire una farmacia a Canton che si chiamava significativamente East-West. All'Hong Kong College of Medicine fu allievo di James Cantlie, noto nella letteratura chirurgica per la proposta di divisione del fegato secondo un piano sagittale passante per il solco della vena cava e la fossa cistica (piano di Cantlie). Sun Yat-sen fu aiutato dal professor Cantlie nella sua carriera professionale e politica.

### Il battesimo cristiano
Al College Sun Yat-sen aveva studiato, tra le altre materie, storia del cristianesimo. L'istituto disponeva di una cappella dove veniva celebrata la messa ogni domenica. Sun Yat-sen venne così in contatto con la religione cristiana. A Hong Kong Sun Yat-sen ricevette il battesimo cristiano secondo il rito della Chiesa Congregazionale degli Stati Uniti. Nel periodo in cui fu studente di medicina, Sun frequentò la Chiesa To Tsai (道濟會堂) gestita dalla Società Missionaria Londinese. Egli immaginò una rivoluzione simile alla missione salvifica della Chiesa cristiana. La sua conversione al cristianesimo era strettamente collegata ai suoi ideali rivoluzionari e alla spinta per il progresso.

### La svolta rivoluzionaria e l'esilio
La sua vita conobbe una svolta nel 1893, quando egli si recò a Tianjin per presentare un programma di salvezza nazionale a un funzionario considerato progressista, ma restò inascoltato. Da questo momento Sun Yat-sen abbandonò la sua professione e dedicò tutti i suoi sforzi a un nuovo scopo: suscitare una rivoluzione in Cina. Inizialmente Sun ritenne che il conservatorismo retrogrado e autoritario degli imperatori manciù (o Qing) costituisse il problema fondamentale del paese e decise di battersi per il rovesciamento della dinastia.
Agiva ancora nel solco della tradizione cinese, che in caso di malgoverno vede la responsabilità della situazione nelle persone investite dell'autorità, ma non mette l'accento sulla necessità di riformare il sistema politico. I manciù erano considerati stranieri, erano sempre stati impopolari ed esistevano antiche associazioni segrete che avevano come obiettivo il loro allontanamento dal potere.
Ben presto il governo lo considerò come un pericoloso agitatore, per cui mise una taglia sulla sua testa: costretto a fuggire dalla Cina, viaggiò a lungo, visitando tra l'altro il Giappone, gli Stati Uniti e l'Inghilterra. Proprio a Londra, nel 1896, venne catturato, attirato con un pretesto nell'ambasciata cinese. L'ambasciata pensava di giustiziarlo, prima di spedirne il corpo a Pechino per la rituale decapitazione. A James Cantlie, suo ex insegnante, fu rifiutata l'emissione di un habeas corpus, poiché l'ambasciata godeva dell'immunità diplomatica, ma egli iniziò una campagna di stampa con il Times, cosicché il Foreign Office persuase l'ambasciata cinese a rilasciare Sun attraverso canali diplomatici.
James Cantlie, ex insegnante di Sun al Hong Kong College of Medicine for Chinese, mantenne la sua amicizia con Sun per tutta la vita e ne scrisse successivamente la prima biografia.
Grazie all'intervento della stampa e sotto la pressione dell'opinione pubblica, Sun Yat-sen acquisì grande notorietà, per cui venne liberato. Per ricordare questo evento nell'ambasciata cinese di Londra, la stanza dove venne imprigionato è stata mantenuta intatta. Intanto il rivoluzionario proseguiva i suoi tentativi di unificare diverse associazioni segrete contro i manciù e stabiliva contatti con gruppi progressisti di cinesi residenti all'estero e di stranieri sensibili alla condizione della Cina.

### I "tre principi del popolo" e la caduta dell'impero manciù
A poco a poco il suo pensiero si modificò e si radicalizzò: nel 1904 l'idea che fosse sufficiente cacciare i manciù per rinnovare la Cina venne definitivamente abbandonata e Sun cominciò esplicitamente a parlare di espulsione degli aggressori stranieri, instaurazione di una nuova forma di governo, la repubblica, e distribuzione egualitaria delle terre. Infine nel 1905, nel manifesto della sua nuova associazione, la Tongmenghui, apparvero nella loro forma finale i famosi tre principi del popolo: "indipendenza nazionale", "potere del popolo" (cioè democrazia) e "benessere del popolo" (riforma agraria). Nel formulare questo terzo principio Sun Yat-sen era stato influenzato più dalle utopie della tradizione rivoluzionaria cinese, in particolare dal movimento dei Taiping, che dalle idee occidentali.
L'idea di lotta di classe, che ben presto i marxisti cinesi avrebbero fatto propria, restava estranea al suo pensiero, legato a un modello di egualitarismo armonico. La Repubblica di Cina non nacque però nel modo in cui Sun Yat-sen aveva sperato. Nel 1911 scoppiò la rivolta di Wuchang che dette inizio alla Rivoluzione Xinhai contro la dinastia Qing. Sun inizialmente non partecipò all'improvvisa Rivoluzione in quanto si trovava ancora in esilio negli Stati Uniti, ma appresa la notizia si affrettò a tornare in Cina. Qui il rivoluzionario venne acclamato dai ribelli del governo provvisorio come loro guida e il 29 dicembre venne eletto presidente provvisorio della nuova Repubblica a Nanchino con vicepresidente l'alleato Li Yuanhong.
Tuttavia a nord i Qing erano ancora al potere nella capitale Pechino e quindi Sun, intuendo che i ribelli non avrebbero potuto sconfiggere l'Esercito Beiyang, fedele alla monarchia, offrì al capo di quest'ultimo, il potente generale Yuan Shikai, la presidenza. Yuan fu contento di accettare a patto però che la capitale rimanesse Pechino, saldo centro del suo potere, e, inscenando un colpo di stato di palazzo, ebbe la scusa per rimanere. Sun a quel punto fu costretto ad accettare. L'imperatore Pu Yi abdicò e Yuan prese ufficialmente il potere sulla Cina. Con lui iniziò l'instabile governo Beiyang, governo guidato dai vari generali e signori della guerra rivali legati all'esercito Beiyang, appunto. Sun Yat-sen fu costretto a farsi da parte e, nonostante il suo partito, il Kuomintang, avesse vinto le elezioni e rappresentasse la maggiore forza di opposizione politica, ben presto, a causa del sempre più dispotico modo di gestire il potere da parte di Yuan, dovette ritornare in esilio.

### Il ritorno e l'alleanza con i comunisti
Nel 1916 con la morte di Yuan Shikai, Sun Yat-sen fu in grado di tornare in Cina e nel 1917 organizzò a Canton un proprio governo (la Cina stava precipitando nel caos politico e non esisteva più un governo centrale) e rimise in piedi il Kuomintang. Intanto nel 1921, con la collaborazione del Comintern, era stato fondato a Shanghai il Partito Comunista Cinese. La posizione dell'Internazionale Comunista per quanto riguarda i paesi colonizzati, che fu fatta propria dai cinesi, chiedeva ai nascenti partiti comunisti di cercare l'alleanza con la borghesia nazionale per affrontare la lotta per l'indipendenza. Inevitabilmente questa posizione portò alla ricerca di un accordo con Sun Yat-sen.
Nel gennaio 1923 Sun Yat-sen si decise a incontrare il delegato sovietico Adol'f Abramovič Ioffe e da questo incontro scaturì la dichiarazione Sun-Ioffe: i sovietici ammettevano l'impossibilità di instaurare per il momento un governo comunista in Cina e si impegnavano a dare tutto il loro appoggio alla realizzazione dell'indipendenza e dell'unità nazionale del paese.

### Il nuovo programma
Poco dopo, il Manifesto programmatico del Congresso del Guomindang affermava oltre ai tre principi, tre indirizzi politici: alleanza con l'Unione Sovietica, cooperazione con i comunisti e aiuto ai contadini e agli operai. Per quanto riguarda il governo della Cina, Sun Yat-sen si riproponeva di riunificare militarmente il paese e, dopo una fase di tutela politica che avrebbe abituato progressivamente i cinesi all'uso della democrazia, la creazione di una repubblica democratica. La costituzione della repubblica, pensava Sun, avrebbe potuto innestare elementi provenienti dalla tradizione cinese sul sistema occidentale. In particolare ai tre poteri legislativo, esecutivo e giudiziario si sarebbero uniti il potere degli esami di selezione dei funzionari e il potere di controllo derivante dall'antico censorato cinese.

### Morte ed eredità politica
Il 12 marzo 1925 Sun Yat-sen morì a Pechino di cancro al fegato. Nel 1926 a Nanchino iniziò la costruzione del mausoleo in suo onore ai piedi della Montagna Viola, che fu completato nel 1929. Il 1º giugno 1929 i resti di Sun vennero trasferiti da Pechino al Mausoleo a Nanchino, dove si trovano tuttora, meta per migliaia di turisti e sostenitori ogni anno, cinesi e non, sia dalla Repubblica di Cina (Taiwan) che dalla Repubblica Popolare Cinese, tra cui importanti politici di entrambe le Cine.
Gli anni successivi alla sua morte avrebbero visto la Cina precipitare in una tragica guerra civile tra il Kuomintang, guidato dal generale Chiang Kai-shek, e i comunisti guidati da Mao Zedong. Nel 1949 l'indipendenza e la riunificazione del paese sarebbe stata definitivamente conseguita con la vittoria dei comunisti. Nonostante la forza ideale della figura di Sun Yat-sen, le sue idee sulla democrazia non hanno trovato nessuna applicazione nella politica dei suoi successori.

## Vita privata
A 20 anni ebbe un matrimonio combinato con Lu Muzhen, una ragazza che viveva nello stesso suo villaggio. Da lei ebbe un maschio, Sun Fo, e due femmine, Sun Jinyuan (孫金媛) e Sun Jinwan (孫金婉). Sun Fo era nonno di Leland Sun, attore che ha trascorso 37 anni ad Hollywood come attore e stuntman.
Sun sposò poi la giovanissima giapponese Kaoru Otsuki, che gli diede una figlia, Fumiro.
Il 25 ottobre 1915, in Giappone, Sun si unì in matrimonio con Song Qingling, una delle celebri sorelle Soong; il padre delle ragazze era il ministro metodista di educazione occidentale Charles Soong, che fece fortuna nel settore bancario e nella pubblicazione di bibbie.
Sun ebbe anche una concubina, Chen Cuifen, e con lei adottò una ragazza della Malaysia.
Secondo Serge Hutin, Sun Yat-Sen fu un importante membro della massoneria.

## Curiosità
- Sun Yat-sen fu padrino di Paul Myron Anthony Linebarger, accademico, agente segreto e poeta statunitense noto con lo pseudonimo Cordwainer Smith.
- La Chiesa Cao Dai lo considera manifestazione divina.

## Opere
- Kidnapped in London (1897)
- The Outline of National Reconstruction/Chien Kuo Ta Kang (1918)
- The Fundamentals of National Reconstruction/Jianguo fanglue (1924)
- The Principle of Nationalism (1953)